# Kamutambayi
La Kamutambai, aussi écrit Kamutambai, est une rivière de la république démocratique du Congo, séparant le territoire de Kapanga dans la province du Lualaba du territoire de Kaniama dans le Haut-Lomami, traversant le territoire de Luilu dans la province du Lomami où elle se déverse dans la Lwilu.